# Frynsebregne-slægten
Frynsebregne-slægten (Woodsia) er en slægt af bregner i Mangeløv-familien. I alt ca. 30 arter, heraf 3 arter vildtvoksende i Skandinavien, hvoraf 1 i Danmark. Desuden flere arter der dyrkes som haveplanter.
Frynsebregner er små og lodne med tæt bladroset og opstigende jordstængel. Bladene er små og fliget 1-2 gange. Mange af arterne vokser på fjeld på den nordlige halvkugle. I Norge vokser Alm. Frynsebregne op til 1300 m.o.h.
| Arter i Danmark |

- Frynsebregne (Woodsia ilvensis)

| Portal | Portal:Botanik |

| Botanik | Spire Denne botanikartikel er en spire som bør udbygges. Du er velkommen til at hjælpe Wikipedia ved at udvide den. |